# Grădini, Mureș
Grădini este un sat în comuna Valea Largă din județul Mureș, Transilvania, România.